# 何俊诚
何俊诚（1984年8月—），四川米易人，中华人民共和国政治人物、全国脱贫攻坚先进个人。

## 生平
何俊诚毕业于空军雷达学院信息工程专业，现任解放军66132部队参谋、驻村工作队队长。因在脱贫攻坚战中作出突出贡献，2021年2月25日全国脱贫攻坚总结表彰大会上，何俊诚被授予“全国脱贫攻坚先进个人”。